# Temporada 2022 de la Copa de España de Rallycross
La temporada 2022 fue la 1.ª edición de la Copa de España de Rallycross. Comenzó el 4 de junio en el Rallycross de Calafat y terminó el 19 de noviembre en el Rallycross de Calafat. Inicialmente el calendario contaba con cinco citas puntuables pero finalmente se redujo a solo tres. El certamen fue organizado por la Federación Española en colaboración con RMC Motorsport que se encargó de los vehículos de la categoría N5 para la Copa CERX1.

## Calendario

En el circuito de Calafat se inició la primera prueba de la Copa de España de Rallycross.

El calendario inicial contaba con cinco rondas, una de ellas fuera del territorio nacional.
| N.º | Fecha               | Prueba                            |
| --- | ------------------- | --------------------------------- |
| 1   | 4-5 de junio        | CERX Rallycros de Calafat I       |
| 2   | 23-24 de julio      | CERX Rallycros de Miranda de Ebro |
| -   | 17-18 de septiembre | Cancelado                         |
| -   | 15-16 de octubre    | Cancelado                         |
| 3   | 19 de noviembre     | CERX Rallycros de Calafat II      |

## Resultados
- Nota: se muestran el total de puntos obtenidos por carrera.

### Copa de rallycross 1 (CERX1)
| Pos.            | Piloto               | 1 CAL | 2 MDE | 3 CAL | Total |
| --------------- | -------------------- | ----- | ----- | ----- | ----- |
| 1.              | Iñaki Barredo        | 30    | 26    | 27    | 83    |
| 2.              | Édgar Vigo           | 27    | 25    | 17    | 69    |
| 3.              | Roberto Méndez       | 5     | 28    | 29    | 62    |
| 4.              | Ínigo Alcalde Albizu |       | 19    | 18    | 37    |
| 5.              | Jonatan Ruíz Ruíz    | 15    |       | 19    | 34    |
| 6.              | Mariano Pares Carrio | 16    | 18    |       | 34    |
| 7.              | Roland Holke         | 8     | 7     |       | 15    |
| No clasificados |                      |       |       |       |       |
|                 | Xabier Lújua         | 23    |       |       | 23    |
|                 | Roberto Rozada       | 16    |       |       | 16    |

### Copa de rallycross 2 (CERX2)
| Pos.            | Piloto                   | 1 CAL | 2 MDE | 3 CAL | Total |
| --------------- | ------------------------ | ----- | ----- | ----- | ----- |
| 1.              | Seri Pérez Benítez       | 29    | 29    |       | 58    |
| No clasificados |                          |       |       |       |       |
|                 | Eduard Forés             |       | 27    |       | 27    |
|                 | José Luis García Molina  | 24    |       |       | 24    |
|                 | Óscar Palomo             | 24    |       |       | 24    |
|                 | Adriá Serratosa Vilaseca | 19    |       |       | 19    |

### Copa de rallycross XC (CERXC)
| Pos.            | Piloto           | 1 CAL         | 2 MDE         | 3 CAL         | Total         |
| --------------- | ---------------- | ------------- | ------------- | ------------- | ------------- |
| .               | Sin ganadores    | Sin ganadores | Sin ganadores | Sin ganadores | Sin ganadores |
| No clasificados |                  |               |               |               |               |
|                 | Marc Batlle Rifa | 30            |               |               | 30            |
|                 | Josep Arqué      | 11            |               |               | 11            |

### Copa de rallycross XC marcas
| Pos. | Marca         | 1 CAL         | 2 MDE         | 3 CAL         | Total         |
| ---- | ------------- | ------------- | ------------- | ------------- | ------------- |
| .    | Sin ganadores | Sin ganadores | Sin ganadores | Sin ganadores | Sin ganadores |

### Copa de rallycross XC júnior
| Pos. | Piloto        | 1 CAL         | 2 MDE         | 3 CAL         | Total         |
| ---- | ------------- | ------------- | ------------- | ------------- | ------------- |
| .    | Sin ganadores | Sin ganadores | Sin ganadores | Sin ganadores | Sin ganadores |